# Балаганское сельское поселение (Тюменская область)
Балаганское се́льское поселе́ние — муниципальное образование в Викуловском районе Тюменской области Российской Федерации.
Административный центр — село Балаганы.

## История
Статус и границы сельского поселения установлены Законом Тюменской области от 5 ноября 2004 года № 263 «Об установлении границ муниципальных образований Тюменской области и наделении их статусом муниципального района, городского округа и сельского поселения».

## Население
| 2010 | 2011  | 2012  | 2013  | 2014  | 2015  | 2016  |
| ---- | ----- | ----- | ----- | ----- | ----- | ----- |
| 1097 | ↘1095 | ↘1062 | ↘1058 | ↘1047 | ↘1028 | ↘1007 |
| 2017 | 2018  | 2019  | 2020  | 2021  |       |       |
| ↘979 | ↘961  | ↘954  | ↘934  | ↗952  |       |       |

## Состав сельского поселения
| № | Населённый пункт | Тип населённого пункта       | Население |
| - | ---------------- | ---------------------------- | --------- |
| 1 | Балаганы         | село, административный центр | 598       |
| 2 | Заборка          | деревня                      | 187       |
| 3 | Пестово          | село                         | 161       |
| 4 | Тюлешов Бор      | деревня                      | 89        |
| 5 | Чернышева        | деревня                      | 62        |

### Упразднённые населённые пункты
7 мая 2015 года Законом Тюменской области в связи с прекращением существования упразднена деревня Бурмистрова.